# Домаха (шабля)

Турецька шабля з дамаської сталі XVII сторіччя.

Домаха — старовинна козацька шабля, виготовлена з дамаської сталі. Поширена в середовищі українських козаків. Показово, що навіть центр Кальміуської паланки Запорозького козацтва було названо Домахою.
Відома також в Індії, на Кавказі та ін. регіонах.

## Домаха-шабля у поезії
| По Поліссі Гонта бенкетує, А Залізняк в Смілянщині домаху гартує (Т. Шевченко). |